# Oľšavka (Prešov)
Oľšavka é um município da Eslováquia, situado no distrito de Stropkov, na região de Prešov. Tem 8,54 km² de área e sua população em 2018 foi estimada em 207 habitantes.

## Demografia
| Ano:        | 1994 | 2004   | 2014   | 2024    |
| ----------- | ---- | ------ | ------ | ------- |
| Broj ljudi: | 258  | 237    | 219    | 167     |
| Razlika:    |      | -8,13% | -7,59% | -23,74% |

| Ano:               | 2023 | 2024   |
| ------------------ | ---- | ------ |
| Número de pessoas: | 176  | 167    |
| Diferença:         |      | -5,11% |